# 格雷格·奧斯特塔格
格雷格里·多諾萬·奧斯特塔格（英語：Gregory Donovan Ostertag，1973年3月6日—）是美國前職業籃球運動員，司職中鋒，於1995年NBA選秀第28順位被猶他爵士隊選中，2006年4月20日宣布從NBA退役，除了中途曾短暫效力沙加緬度國王隊外，職業生涯的大部分時間都爵士隊度過。他也参與1997年和1998年爵士隊与芝加哥公牛队的总决赛。
2002年，奧斯特塔格为患有糖尿病的妹妹艾咪（Amy Ostertag，婚後改姓Hall）捐贈一顆肾臟，4个月后即复出，成為捐腎後重返NBA球場第一人。此後，他一直是器官捐贈的倡導者。

## 外部連結
- 格雷格·奧斯特塔格在fiba.basketball（英语）
- 格雷格·奧斯特塔格在NBA官網（英语）
- 格雷格·奧斯特塔格在NBA G聯盟官網（英语）
- 格雷格·奧斯特塔格在Basketball-Reference.com（NBA）（英语）
- 格雷格·奧斯特塔格在Basketball-Reference.com（NBA G聯盟）（英语）
- 格雷格·奧斯特塔格在Sports-Reference.com（NCAA）（英语）
- 格雷格·奧斯特塔格在Eurobasket.com（球員）（英语）
- 格雷格·奧斯特塔格在Proballers（英语）
- 格雷格·奧斯特塔格在RealGM（球員）（英语）
- Ostertag's NBA Draft History Page （页面存档备份，存于）
- 官方网站